# کریستیانو رولاند
کریستیانو رولاند (به پرتغالی: Cristiano Rocha Canedo Roland) مدافع اهل برزیل است که در شهر پورتو الگره و در تاریخ ۴ اکتبر ۱۹۷۶ به دنیا آمده‌است.
کریستیانو رولاند در تیم‌های فوتبال واسکو دوگاما سابقهٔ حضور دارد.